# Michał Witt
Michał Witt – polski lekarz-genetyk, biolog molekularny, profesor nauk medycznych, dyrektor Instytutu Genetyki Człowieka PAN, wykładowca akademicki. Główne zainteresowania naukowe: genetyka molekularna chorób dziedzicznych układu oddechowego (mukowiscydoza, zespół nieruchomych rzęsek), molekularne aspekty chorób hematoonkologicznych i transplantacji szpiku, problemy prawne i bioetyczne w genetyce medycznej. Zaangażowany w poradnictwo genetyczne, specjalista genetyki klinicznej oraz laboratoryjnej genetyki medycznej. Autor licznych prac naukowych, redaktor wydawnictw książkowych, m.in. Molecular Haematology (Springer, 2009).

## Wykształcenie i kariera zawodowa
Ukończył studia medyczne na Akademii Medycznej w Poznaniu (1986) i biologiczne ze specjalnością biochemia na Uniwersytecie im. Adama Mickiewicza w Poznaniu (1979). Stopień doktora nauk przyrodniczych uzyskał w 1982 r. na Akademii Medycznej w Poznaniu, a w 1986 r. tytuł lekarza medycyny.  W 1994 r. uzyskał w Instytucie „Pomnik – Centrum Zdrowia Dziecka” stopień doktora habilitowanego nauk medycznych na podstawie pracy Nowa metoda detekcji DNA chromosomu Y oraz jej zastosowanie w analizie zaburzeń determinacji płci.
W latach 1987–1990 odbył staż podoktorski w University of Michigan Medical School, Ann Arbor, MI, USA (częściowo w ramach Stypendium Fulbrighta). W 1994 r. by stypendystą w Institut für Humangenetik, Freie Universität Berlin, a w latach 1994–1999 przebywał wielokrotnie jako Visiting Scholar w National Institutes of Health (NIH), Bethesda, USA. W 2002 r. uzyskał tytuł profesora nauk medycznych.
Zawodowo związany jest od 1979 roku z Instytutem Genetyki Człowieka PAN w Poznaniu (dawniej Zakład Genetyki Człowieka PAN). Od 2016 r. jest dyrektorem Instytutu Genetyki Człowieka PAN, od 1997 r. pełni funkcję kierownika Zakładu Genetyki Molekularnej i Klinicznej w tym Instytucie. W latach 1998–2014 był zastępcą dyrektora ds. naukowych w Międzynarodowym Instytucie Biologii Molekularnej i Komórkowej w Warszawie. Od 2019 r. jest członkiem rad naukowych Instytutu Chemii Bioorganicznej PAN w Poznaniu oraz Instytutu Immunologii i Terapii Doświadczalnej PAN we Wrocławiu.
Od 2019 r. jest  przewodniczącym Komitetu Genetyki Człowieka i Patologii Molekularnej PAN. W 2021 r. został wybrany członkiem korespondentem Polskiej Akademii Umiejętności (PAU).
Jest wykładowcą akademickim: prowadził m.in. zajęcia z genetyki człowieka na  Uniwersytecie Medycznym  w Poznaniu, Studium Medycyny Molekularnej (2000-2006), Studium Podyplomowym Wydziału Studiów Pedagogicznych UAM i w Państwowej Wyższej Szkole Zawodowej w Kaliszu. Wykłada genetykę człowieka na Uniwersytecie SWPS w Poznaniu.

## Działalność kliniczna i organizacyjna
Uzyskał specjalizacje z genetyki klinicznej, laboratoryjnej genetyki medycznej oraz z pediatrii (I st.). W okresie 1996–2002 był członkiem Scientific/Medical Advisory Council (SMAC) przy International Cystic Fibrosis (Mucoviscidosis) Association (ICFMA). Współtwórca ośrodka referencyjnego diagnostyki molekularnej mukowiscydozy (certyfikaty Unii Europejskiej), współorganizator Polskiej Grupy Roboczej Mukowiscydozy (1993), której był przewodniczącym w latach 1999-2001. W latach 1993–2009 był członkiem Zarządu Polskiego Towarzystwa Genetyki Człowieka (PTGC),  w okresie 1993-2001 członkiem Zarządu Polskiej Grupy Roboczej Mukowiscydozy (PGRM). Był współinicjatorem założenia Polskiego Towarzystwa Dyskinezy Rzęsek (2011 r.).
Inicjator i przewodniczący zespołu ekspertów opracowujących Założenia do ustawy o wykonywaniu testów genetycznych dla celów zdrowotnych oraz Założenia do pakietu ustaw  o badaniach naukowych w biomedycynie oraz o biobankowaniu dla Ministerstwa Nauki i Szkolnictwa Wyższego (2012 r.).
Od 2001 r. pełni funkcję redaktora działu Human Genetics czasopisma ‘Journal of Applied Genetics’ wydawanego przez Springer Nature. W latach 2010–2020 był członkiem rady redakcyjnej czasopisma Hematologia.

## Nagrody i odznaczenia
- 2018, Medal im. Jędrzeja Śniadeckiego, przyznany przez Wydział Nauk Medycznych PAN za wybitne wyniki badań naukowych z zakresu genetyki klinicznej człowieka, z uwzględnieniem diagnostyki mukowiscydozy i zespołu nieruchomych rzęsek oraz rozwijanie poradnictwa genetycznego[10]
- 2014, Złoty Krzyż Zasługi na wniosek Prezesa PAN za zasługi w działalności na rzecz rozwoju nauki[11].
- 1986, Nagroda  Zespołowa im. Jędrzeja Śniadeckiego, przyznana przez Wydział Nauk Medycznych PAN za badania nad antygenami powierzchniowymi